# Rainha Internacional do Café 2012
Rainha Internacional do Café 2012 (em português para Reinado Internacional del Café 2012) foi a 41ª edição do tradicional concurso de beleza feminino que é realizado anualmente na feira de Manizales, considerada uma feira patrimônio da nação colombiana. O evento reuniu vinte e quatro países juntamente com suas representantes nacionais. A vencedora da edição passada, dominicana Sophinel Báez coroou sua sucessora ao título no final do evento, sendo esta Ximena Vargas da Bolívia.

## Resultados

### Colocação
| Posição        | País e Candidata                |
| Rainha do Café | - Bolívia - Ximena Vargas       |
| 2º. Lugar      | - Colômbia - Yoselín Castillo   |
| 3º. Lugar      | - Indonésia - Laskary Bitticaca |
| 4º. Lugar      | - Venezuela - Gabriella Ferrari |
| 5º. Lugar      | - Brasil - Aline Sales          |

### Prêmios Especiais
- Foram distribuídos os seguintes prêmios especiais este ano:[2]

| Prêmio             | País e Candidata                |
| Miss Melhor Rosto  | - Bolívia - Ximena Vargas       |
| Miss Melhor Cabelo | - Indonésia - Laskary Bitticaca |
| Miss Chica Cheers  | - Venezuela - Gabriella Ferrari |

### Rainha da Polícia
- Foi escolhida pelos oficiais da corporação de Manizales:

| Colocação | País e Candidata                |
| 1         | - Costa Rica - Fabiana Granados |

## Candidatas
Todas as candidatas que disputaram essa edição do concurso:
| - Alemanha - Johanna Acs - Argentina - Bárbara Soledad - Bahamas - Keriann Stuart - Bolívia - Ximena Vargas - Brasil - Aline Sales - Canadá - Emily Kiss - Colômbia - Yoselín Castillo - Costa Rica - Fabiana Granados - Equador - Lissette Gómez - El Salvador - Cindy Guzmán - Espanha - Meriem Mohamed - Estados Unidos - Lili Fifield | - Honduras - Beatriz López - Indonésia - Laskary Bitticaca - México - Silvia Espinoza - Panamá - Noemí Córdoba - Paraguai - Silvana Gossen - Peru - Catheryne Torres - Polônia - Katarzyna Karlowska - Portugal - Patrícia Carvalho - Porto Rico - Sulis Matos - República Dominicana - Catherine Ramírez - Uruguai - Micaela Amorín - Venezuela - Gabriella Ferrari |

## Crossovers
Candidatas que participaram de outros concursos de destaque nos anos passados:
| Miss Mundo - 2011: Honduras - Beatriz López - 2012: Venezuela - Gabriella Ferrari Miss Internacional - 2006: Canadá - Emily Kiss - 2010: Alemanha - Johanna Acs (Semifinalista) - 2010: Bolívia - Ximena Vargas - 2011: Paraguai - Silvana Gossen - 2011: Portugal - Patrícia Carvalho - 2011: República Dominicana - Catherine Ramírez | Miss Universo - 2013: Costa Rica - Fabiana Granados (Semifinalista) Miss Intercontinental - 2011: Paraguai - Silvana Gossen Miss Turismo Internacional - 2009: Bolívia - Ximena Vargas |